# بشخصه (تور پینک فلوید)
تور بشخصه (به انگلیسی: In The Flesh Tour) که با نام تور جانوران نیز شناخته می‌شود نام تور/کنسرتی از گروه موسیقی پینک فلوید است که در حمایت از دهمین آلبوم خود جانوران برگزار کردند. این تور به دو بخش تقسیم می‌شد، بخش اول در اروپا و دیگری در آمریکای شمالی.
این تور اولین تور پینک فلوید از سال ۱۹۷۳ بود که در آن از خواننده‌های پس‌زمینه زن استفاده نکردند. از موزیسین‌هایی که گروه را در این تور با گروه بودند می‌توان به دیک پری (ساکسفون) و اسنوی وایت (گیتار و گیتار بیس) اشاره کرد.
در این تور پینک فلوید ابتدا به اجرای کامل آلبوم جانوران می‌پرداخت و بعد آلبوم کاش اینجا بودی را اجرا می‌کرد.

## سِت لیست
یک نمونه از ست لیست در این تور شامل:
قسمت اول
- اجرای آلبوم «جانوران»

قسمت دوم
- اجرای کامل آلبوم «کاش این‌جا بودی»

گاهی اوقات:
- «پول»
- «ما و آن‌ها»
- «مراقب تبر باش، یوجین» (تنها یکبار در کالیفرنیا)
- «بلوز»

## اعضای گروه
- نیک میسن - درامز
- ریچارد رایت - کیبوردز، خواننده
- دیوید گیلمور - لید گیتار و خواننده
- راجر واترز - گیتار ،گیتار بیس و خواننده

همراه با:
- دیک پری - ساکسوفون
- اسنوی وایت - گیتار، گیتار بیس در آهنگ «گوسفند» و «به ماشین خوش‌آمدی»